# Aimar Labaki
Aimar Labaki (São Paulo, 08 de dezembro de 1960) é  dramaturgo, diretor, roteirista, ensaísta e tradutor brasileiro.

## Biografia
Filho do comerciante libanês Simão Labaki e da imigrante espanhola Antônia Camacho, como autor teatral escreveu Tudo de Novo no Front, por ele dirigida em 1992, Vermouth, direção de Gianni Ratto, 1998; A Boa (publicado pela editora Boitempo em 1999), direção de Ivan Feijó, 1999; Pirata na Linha, 2000; e Motorboy, 2001, infantojuvenis dirigidos por Débora Dubois, "Fala" in "A Putanesca", direção de Marco Antônio Rodrigues, 2002; "Poda/"Una Notte Intera", direção de Débora Dubois, no Festival Intercity, Florença, Itália, 2004 - e , com o título " Campo de Provas", dirigido por Gilberto Gavronski, RJ, 2007; "Vestígios", direção de Roberto Alvim, RJ, 2005; "O Anjo do Pavilhão Cinco", baseado em inédito de Dráuzio Varella, dirigido por Emílio de Biasi, 2006;"Miranda e a Cidade", direção de Rodrigo Matheus, 2008: "MSTesão", dirigido por ele mesmo, 2008 e "Marlene Dietrich- As Pernas do Século" (direção de William Pereira, Rio). Entre as inéditas constam: Allegro Ma Non Troppo e "O Gancho",ambas de  1996;  VagaBunda ou Renée,  2000, e Babado Forte, baseada no livro de Erika Palomino, 2001 .
Escreveu as telenovelas Zazá (1997) e Quem é você? (1996) em colaboração com Lauro César Muniz.
Escreveu o documentário Brasil 500 – A Mostra do Redescobrimento (TV/2000). Foi roteirista do programa de televisão Cine Conhecimento (1998-2003).
Participou da adaptação da novela Seus Olhos veiculada no SBT.
Em 2006 e 2007, escreveu a telenovela Paixões Proibidas na TV Bandeirantes, livremente baseada nas obras Amor de Perdição e Mistérios de Lisboa de Camilo Castelo Branco.
Em 2006, dirigiu, traduziu e adaptou "Prego na Testa", a partir do texto "Pounding Nails in The Floor With My Forehead" de Eric Bogosian. Espetáculo solo de Hugo Possolo, produzido pelos Parlapatões.
Em 2007 dirigiu a peça A Graça da Vida. No elenco: Nathalia Timberg, Graziella Moretto, Emílio Orciollo Netto, Fábio Azevedo, Ênio Gonçalves, Eliana Rocha, Clara Carvalho em São Paulo.
Em 2008, escreveu e dirigiu a peça MSTesão, com Luciana Domschke, Augusto Pompeo, Mario Cesar Carmargo e Murillo Carraro.
Em 2010, escreveu "Marlene Dietrich, As Pernas do Século", que estreou no Rio, com direção de William Pereira, estrelada por Sylvia Bandeira. A peça chegou a São Paulo em março de 2012.
É co-autor da telenovela Poder Paralelo da RecordTV.

## Carreira

### Na televisão
- 1996 - Quem É você? - colaborador
- 1997 - Zazá - colaborador
- 2004 - Seus Olhos - colaborador
- 2005 - Os Ricos também Choram - -autor principal
- 2006 - Paixões Proibidas - autor principal
- 2009 - Poder Paralelo - colaborador
- 2016 - A Terra Prometida - colaborador
- 2019 - Órfãos da Terra - colaborador

### No teatro

#### Como autor e diretor
- depois de trabalhar no teatro 1950

trabalhou como autor e diretor 1975

#### Como autor
- "Tudo de Novo No Front" - direção de Aimar Labaki (1992)
- Vermouth - direção de Gianni Ratto (1998)
- A Boa, direção de Ivan Feijó (1999)
- Pirata na Linha (2000) dirigido por Débora Dubois
- Motorboy (2001) dirigido por Débora Dubois
- "Fala" ( 2002)  in Á Putanesca, direção de  Marco Antônio Rodrigues
- "Poda/Una Notte Intera" ( 2004). Direção de Débora Dubois.
- "Vestígios". (2005) Direção de Roberto Alvim.RJ.
- "O Anjo do Pavilhão Cinco"(2006). Baseado em original de Dráuzio Varella. Direção de Emílio di Biasi.
- "Poda/Campo de Provas" ( 2007. Direção de Gilberto Gavronski. RJ.
- "Miranda e a Cidade" (2008) . Direção de Rodrigo Matheus.
- "Marlene Dietrich - As Pernas do Século" (2010). Direção de William Pereira ( RJ em 2011 e SP em 2012)

Como diretor, tradutor e adaptador
- "Prego na Testa".(2005) De Eric Bogosian. Com Hugo Possolo.

#### Como diretor, tradutor e dramaturgo
- (2007/2008)Peça: "A Graça da Vida". Texto de Trish Vradenburg. Adaptação de Paulo Autran. No elenco: Nathalia Timberg, Graziella Moretto, Emílio Orciollo Netto, Fábio Azevedo, Ênio Gonçalves, Eliana Rocha, Clara Carvalho em São Paulo.

#### Como diretor
- "Prova de Fogo" de Consuelo de Castro. Montado no prédio da Maria Antônia, antes da reforma, logo após ser devolvido à USP.